# MSS 공법
MSS 공법(Movable Scaffolding System, 이동식 비계공법)은 교량의 가설 방식 중 하나로 교량의 상부구조물(세그먼트)를 시공할 때 기계화된 거푸집이 부착된 특수한 이동식 비계를 사용, 현장에서 콘크리트를 타설하여 한 경간단위로 시공을 진행하는 공법이다.
이동식 비계는 하부에 지지거더가 장착되어 이것이 교각에 부착되어 있는 방식으로, 이 지지거더를 통하여서 비계 자체의 무게와 동바리, 콘크리트의 무게를 지지하는 구조로 되어있다.

## 특성

### 장점
- 고도의 기계화된 비계와 거푸집을 이용하므로 빠른 속도로 시공이 가능하고 자동화가 되어있어 안전성이 뛰어나다.
- 교량 상부에서 작업이 진행되기 때문에 별도의 동바리공이 필요 없고 공사용 도로를 만들 필요가 없으므로 교량의 하부조건에 관계없이 시공할 수가 있다. 이런 이유로 높은 교각이나 해상 교량 시공에도 적합한 방식이다.
- 반복된 작업이 이루어지므로 소수의 인원으로도 시공이 가능하며 시공관리 도 확실히 할 수가 있고, 일기에 영향을 받지 않는다.
- 자동화된 공정이 반복하여 이루어지므로 거푸집과 비계의 전용, 노무비 절감이 가능하다.
- 교각의 높이가 높을수록 경제성이 높아진다.
- 단순한 공정을 반복하여 연속시공을 하므로 공사기간의 단축이 가능하며, 장대교량일수록 경제성이 높아진다.

### 단점
- 이동식 비계의 중량이 무거우며 대형장비이므로 장비의 제작비가 과다하고 감가상각비가 많이 소요된다.
- 장비 자체의 초기 투자비가 많이 들기 때문에 길이가 짧은 교량에는 부적합한 방식이다.